# 싱기버스
싱기버스는 사용자가 만든 디지털 디자인 파일 공유 전용 웹사이트이다. GNU General Public License 또는 크리에이티브 커먼즈 라이선스에 따라 사용이 허가 된 주로 무료 오픈 소스 하드웨어 디자인을 제공하는 이 사이트에서는 사용자가 공유하는 디자인에 대한 사용자 라이선스 유형을 선택할 수 있다. 3D 프린터, 레이저 커터, 밀링 머신 및 기타 여러 기술을 사용하여 싱기버스에서 사용자가 공유하는 파일을 실제로 제작할 수 있다.
싱기버스는 DIY 기술 및 메이커 커뮤니티, RepRap 프로젝트, 3D 프린터 및 MakerBot 사용자가 널리 사용한다. 수많은 기술 프로젝트에서 싱기버스를 공유 혁신 및 대중에게 소스 자료 배포를 위한 저장소로 사용한다. 대부분의 개체 파일은 수리, 장식 또는 구성을 위한 것이다.

## 역사
싱기버스는 2010 ARS Electronica, Prix Ars Electronica 국제 사이버 예술 경쟁의 디지털 커뮤니티 카테고리에서 명예로운 언급을 받았다.
2012년 11월 기준 25,000개의 디자인이 싱기버스에 업로드되었다. 2013년 6월까지 디자인 수가 100,000 개를 초과했다. 400,000번째 디자인은 2014년 7월 19일에 공개되었다.

## 관리
이 사이트는 MakerBot이 소유하고 있고 원래는 MakerBot Industries가 소유했으며 뉴욕 브루클린에 있는 설립자인 Bre Pettis가 운영했다.
사용 조건에서 싱기버스는 사용자가 무기, 불법 자료 생성에 기여하거나 다른 방식으로 불쾌감을 주는 콘텐츠를 포함해서는 안 된다고 규정하고 있다. 2012년에 싱기버스는 완전히 3D 인쇄된 총을 위해 업로드된 디자인을 제거했다. 이에 대한 응답으로 총의 설계자는 싱기버스에서 검열된 파일을 호스팅하도록 설계된 DEFCAD 사이트를 시작했다.

## 오픈 소스 하드웨어
많은 오픈 소스 하드웨어 프로젝트가 프로젝트 별 재료에 초점을 맞추는 반면 싱기버스는 파생물과 매시업 이 형성될 수 있는 공통 영역을 제공한다. 이러한 파생물에는 일반적으로 사용자가 기존 디자인을 수정 또는 개선하고 사이트에 다시 업로드하는 작업이 포함된다. 사이트의 모든 모델이 오픈 소스이기 때문에 사이트와 커뮤니티에서 적극적으로 권장된다.
많은 3D 프린터는 3D 프린팅된 부품으로 업그레이드될 수 있다. 싱기버스 사용자들은 다양한 플랫폼에 대해 많은 개선 및 수정을 생성한다. 커뮤니티 기반 3D 프린터 프로젝트의 대표적인 예로는 RepRap 프로젝트와 Contraptor 프로젝트가 있다. 일부 3D 프린터는 거의 완전히 자체적으로 3D 프린팅할 수 있다.

## 같이 보기
- 3D 프린팅
- 3D 모델링
- 3D스캐닝
- .dwg
- STL (파일 포맷)

## 참고 문헌
1. ↑  “Make and Mend: Thingiverse fixit roundup, Makezine.com by John Baichtal, 16 August 2010”. Blog.makezine.com. 2010년 8월 16일. 2010년 8월 20일에 원본 문서에서 보존된 문서. 2011년 9월 16일에 확인함.
2. ↑  Austria. “2010 ARS Electronica | Prix Ars Electronica | Digital Communities | ANERKENNUNGEN”. New.aec.at. 2011년 8월 8일에 원본 문서에서 보존된 문서. 2011년 9월 16일에 확인함.
3. ↑  Andrew. “Introducing MakerBot Thingiverse Dashboard And Follow Features”. Makerbot blog. 2013년 1월 16일에 원본 문서에서 보존된 문서. 2021년 7월 7일에 확인함.
4. ↑  JHoward. “The 100,000th Thing on Thingiverse!”. Makerbot blog.
5. ↑  400 000th thing on Thingiverse
6. ↑  “Daily Dot”.
7. ↑  “Prusa simplified mendel by prusajr”. Thingiverse.com. 2010년 9월 18일. 2016년 7월 22일에 원본 문서에서 보존된 문서. 2011년 9월 16일에 확인함.
8. ↑  “Duplo Brick to Brio Track adapter with snap-lock by Zydac”. Thingiverse.com. 2011년 9월 16일에 확인함.
9. ↑  Printer, Sublimation. “Sublimation Printers”. 《Printerhow.com》. Mishal. 2021년 7월 9일에 원본 문서에서 보존된 문서. 2021년 7월 7일에 확인함.
10. ↑  “Snappy: Most 3D Printable 3D printer yet”. 3dprintingindustry.com. 2018년 2월 28일에 확인함.
11. ↑  “3D printing businesses”. pick3dprinter.com. 2021년 2월 2일에 확인함.